# Ângelo (1953–2007)
Ângelo, właśc. Ângélio Paulino de Souza (ur. 31 maja 1953 w Onça de Pitangui, zm. 2 sierpnia 2007 w Itaúnie) – piłkarz brazylijski, występujący podczas kariery na pozycji pomocnika.

## Kariera klubowa
Ângelo karierę piłkarską rozpoczął w klubie Clube Atlético Mineiro, gdzie grał w latach 1970–1972. W lidze brazylijskiej zadebiutował 3 października 1971 w przegranym 0-1 spotkaniu z Coritibą. Z Atlético Mineiro zdobył mistrzostwo Brazylii 1971. W latach 1972–1974 był wypożyczony do Nacionalu Manaus. Z Nacionalem dwukrotnie zdobył mistrzostwo stanu Amazonas – Campeonato Amazonense w 1972 i 1974. W latach 1975–1980 ponownie występował w Atlético Mineiro. Z Atlético Mineiro czterokrotnie zdobył mistrzostwo stanu Minas Gerais – Campeonato Mineiro w 1976, 1978, 1979 i 1980. Ostatni raz w lidze w barwach Atlético Mineiro wystąpił 25 maja 1980 w wygranym 3-0 meczu z SC Internacional. Ogółem w barwach klubu z Belo Horizonte rozegrał 238 meczów i strzelił 12 bramek.
W 1981 występował w Guarani FC. W latach 1981 przeszedł do Fluminense FC. W 1983 został zawodnikiem Ponte Preta Campinas. W nowych barwach zadebiutował w lidze 23 stycznia 1983 w wygranym 1-0 meczu z Campo Grande Rio de Janeiro. Ostatni raz w lidze Ângelo wystąpił 30 marca 1983 w przegranym 0-3 meczu z Atlético Mineiro. Ogółem w latach 1971–1983 wystąpił w niej w 146 meczach i strzelił 5 bramek.
W 1983 występował jeszcze w Santa Cruz Recife, z którym mistrzostwo stanu Pernambuco – Campeonato Pernambucano. W kolejnych latach grał jeszcze w São Bento Sorocaba, Sporcie Recife, Marílii, Democrata Governador Valadares i Aimoré São Leopoldo, w którym zakończył karierę w 1988 roku.

## Kariera reprezentacyjna
Ângelo ma za sobą powołania do reprezentacji Brazylii. W 1975 uczestniczył w Copa América 1975. Na turnieju był rezerwowym i nie wystąpił w żadnym meczu. Ângelo nigdy nie zdołał zadebiutować w reprezentacji.
W 1972 roku Ângelo uczestniczył w Igrzyskach Olimpijskich w Monachium. Na turnieju Ângelo był podstawowym zawodnikiem i wystąpił w dwóch meczach grupowych reprezentacji Brazylii z Danią i Iranem.